# アリイ通り

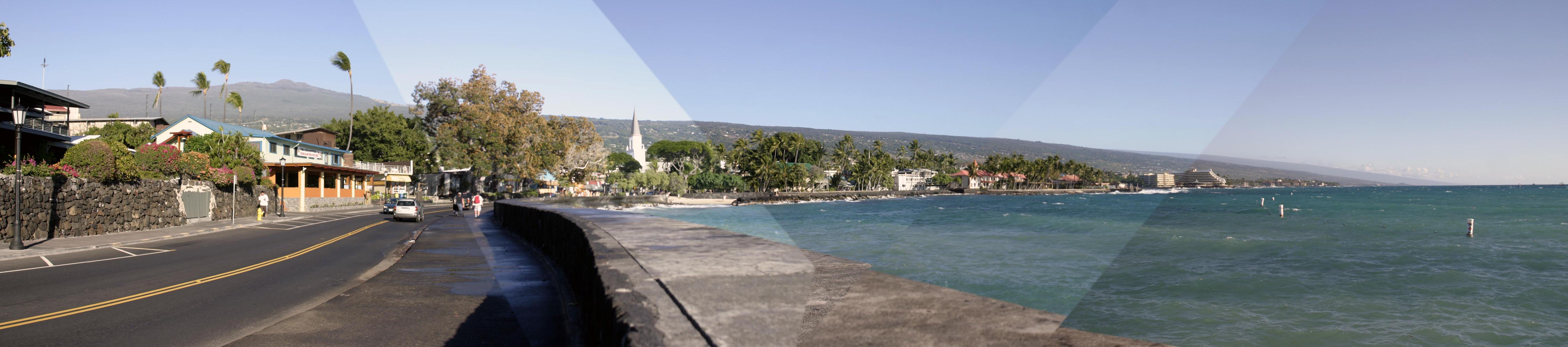
カウルア湾に面したアリイ通り（2007年）

アリイ通り（ありいどおり、英語: Ali'i Drive＝アリイ・ドライヴ）はアメリカ合衆国ハワイ州ハワイ島のコナにあるもっとも繁華な通りである。

## 概要
アリイ通りはアメリカ合衆国ハワイ州ハワイ島の西側のコナにあるもっとも繁華な通りで、カイルア湾に面した海岸通りで、様々な歴史的な場所、リゾートホテル、土産物店、マーケット、教会などがある。
アリイ通りはカイルア桟橋のすぐ北のクアキニ・ハイウェイの交差点から始まり、以前は南はケアウホウ（Keauhou）のケアウホウ・ショッピングセンター    で終り、北半分が最も繁華なところである。カイルア桟橋には沖合に停泊した四島めぐりの豪華客船からランチ（舟艇）で乗客が上陸し、この海岸通りを散歩する人たち向けの土産店も多く、ファーマーズマーケットがあり、大小のリゾートホテルも林立している。歴史的な場所としては、アフエナ・ヘイアウ（カメハメハ大王が余生を過した所）、フリヘエ宮殿（ハワイ朝王族の別荘）、モクアイカウア教会（ハワイで最初のプロテスタント教会）、聖ミカエル教会（St. Michael's Church)などがある。
海岸はほぼ真西に面しているので、この通りにある小公園やレストランは太平洋に沈む夕日を眺める場所となっている。

## 道路の延長
アリイ通りはその後、ケアウホウ・ショッピングセンターからさらに南へケアラケクアのHaleki'i Streetまで約4マイルすでに延長されており、将来はキャプテン・クックまで延長されて、ママラホア道路のバイパスを目指している。途中、Kamehameha III Street、Sheraton Kona Resort and Spa at Keauhou、クアモオ墓地などを経過する。

## 参照項目
- アリイ（ポリネシア語で「族長」の意味）